# X femmes
X femmes est une série télévisée érotique d'anthologie française en dix épisodes de 15 à 30 minutes diffusée les 26 octobre 2008 et 28 juin 2009 sur Canal+.

## Synopsis
Une collection de courts métrages sexuellement explicites, signés par des réalisatrices reconnues pour leur œil dans le domaine du cinéma, du théâtre ou de l'art[réf. nécessaire].

## Production et diffusion
Produits par Sofilles Productions, la société éditrice du site Second Sexe, et Montpensier Films avec la participation de Canal+, les films ont été mis en vidéo à la demande sur le site cinéma de Second Sexe le jour de leur unique télédiffusion sur Canal+, sauf Vous désirez ?, produit par les seuls Sofilles Productions, qui est disponible depuis mars 2008.
Cinq des six films de la première saison (sauf À ses pieds) ont été présentés en section spéciale le 2 septembre 2008 au Circuito Off Venice International Short Film Festival. Les quatre films de la seconde saison y ont été montrés en section spéciale le 3 septembre 2009. Les filles a aussi été présenté en compétition internationale le 5 septembre et a remporté une mention spéciale du jury.

## Épisodes

### Première saison (2008)
| No | #    | Titre                   | Réalisation      | Scénario            | Invités | Première diffusion |
| -- | ---- | ----------------------- | ---------------- | ------------------- | --- | ------------------ |
| 1  | 1-01 | Le Bijou indiscret      | Arielle Dombasle | Arielle Dombasle    | Arielle Dombasle, Jérémie Elkaïm, Paz de la Huerta, Déborah Révy, Elena Simonova, Randi Newton                                                | 26 octobre 2008    |
| 2  | 1-02 | Se faire prendre au jeu | Lola Doillon     | Lola Doillon        | Laureen Langendorff, Dominique Viger | 26 octobre 2008    |
| 3  | 1-03 | Enculées                | Laetitia Masson  | Laetitia Masson     | Hélène Fillières, Valentine Catzéflis, Camille de Sablet, Pierre-Félix Gravière, Antoine Hamel, Rachel, William, Sylvie Gastambide            | 26 octobre 2008    |
| 4  | 1-04 | Peep Show Heros         | Helena Noguerra  | Constance de Médina | Axelle Parker, William, Myke Glory, Laureen Langendorff, Rachel                                                                               | 26 octobre 2008    |
| 5  | 1-05 | À ses pieds             | Mélanie Laurent  | Mélanie Laurent     | Fanny Krish, Marc Ruchmann, Déborah Révy, Lou Charmelle, Sébastien Credazzi, Candice Angel, Amandine Sintomer, Sothy Hiko, Gianni Giardinelli | 26 octobre 2008    |
| 6  | 1-06 | Vous désirez ?          | Caroline Loeb    | Caroline Loeb       | Alexandra, Béa, Pierre Blanche | 26 octobre 2008    |

### Deuxième saison (2009)
| No | #    | Titre        | Réalisation    | Scénario       | Invités                                                                                      | Première diffusion |
| -- | ---- | ------------ | -------------- | -------------- | -------------------------------------------------------------------------------------------- | ------------------ |
| 7  | 2-01 | Samedi soir  | Zoe Cassavetes | Zoe Cassavetes | Laëtizia Venezia Tarnowska, Alexandre Marouani, Delphine Radiguet, Maud Geffray              | 27 juin 2009       |
| 8  | 2-02 | Pour elle    | Blanca Li      | ?              | Victoria Abril, Karim Letifi                                                                 | 28 juin 2009       |
| 9  | 2-03 | Le Beau Sexe | Tonie Marshall | Tonie Marshall | Marie Pape, Miko Angelo                                                                      | 28 juin 2009       |
| 10 | 2-04 | Les Filles   | Anna Mouglalis | Anna Mouglalis | Samuel Benchetrit, Marta Corton Vinals, Agathe Schlencker, Marie Coulangeon, Aurélie Le Dain | 28 juin 2009       |